# Rosemary Odell

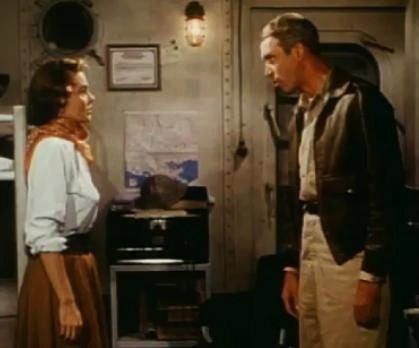
Le Port des passions (1953) :
Joanne Dru et James Stewart

Rosemary Odell est une costumière de cinéma américaine, née le 27 septembre 1924 à Hawaï (lieu à préciser), morte le 22 avril 1992 dans le comté de San Joaquin (lieu à préciser, Californie).

## Biographie
Œuvrant principalement au sein d'Universal Pictures et essentiellement pour les costumes féminins, Rosemary Odell contribue à plus de cent-vingt films américains (dont trente-cinq westerns). Le premier est Easy to Look at de Ford Beebe (avec Gloria Jean et Kirby Grant), sorti en 1945. Le dernier, produit par les studios Disney, est Un raton nommé Rascal de Norman Tokar (avec Steve Forrest et Bill Mumy), sorti en 1969 — où elle est créditée Rosemary O'Dell —.
Dans l'intervalle, mentionnons Les Démons de la liberté de Jules Dassin (1947, avec Burt Lancaster et Hume Cronyn), Victime du destin de Raoul Walsh (1953, avec Rock Hudson et Julie Adams), Du silence et des ombres de Robert Mulligan (1962, avec Gregory Peck et Brock Peters), ou encore Rancho Bravo d'Andrew V. McLaglen (1966, avec James Stewart et Maureen O'Hara).

## Filmographie partielle
- 1945 : Easy to Look at de Ford Beebe
- 1946 : Deux Nigauds dans le manoir hanté (The Time of Their Lives) de Charles Barton
- 1947 : Les Démons de la liberté (Brute Force) de Jules Dassin
- 1949 : Le Mustang noir (Red Canyon) de George Sherman
- 1950 : Haines (The Lawless) de Joseph Losey
- 1950 : Francis, le mulet qui parle (Francis) d'Arthur Lubin
- 1951 : La Nouvelle Aurore (Bright Victory) de Mark Robson
- 1951 : Le Château de la terreur (The Strange Door) de Joseph Pevney
- 1951 : Bedtime for Bonzo de Frederick de Cordova
- 1952 : Le Traître du Texas (Horizons West) de Budd Boetticher
- 1952 : Les Affameurs (Bend of the River) d'Anthony Mann
- 1952 : Le Fils d'Ali Baba (Son of Ali Baba) de Kurt Neumann
- 1952 : Deux Dégourdis à Tokyo (Back at the Front) de George Sherman
- 1952 : Une fille à bagarres (Scarlet Angel) de Sidney Salkow
- 1953 : Fort Alger (Fort Algiers) de Lesley Selander
- 1953 : À l'est de Sumatra (East of Sumatra) de Budd Boetticher
- 1953 : Le Port des passions (Thunder Bay) d'Anthony Mann
- 1953 : Le Météore de la nuit (It Came from Outer Space) de Jack Arnold
- 1953 : Désir de femme (All I Desire) de Douglas Sirk
- 1953 : L'Expédition du Fort King (Seminole) de Budd Boetticher
- 1953 : Victime du destin (The Lawless Breed) de Raoul Walsh
- 1953 : La Cité sous la mer (City Beneath the Sea) de Budd Boetticher
- 1954 : Les Rebelles (Border River) de George Sherman
- 1954 : L'Étrange Créature du lac noir (Creature from the Black Lagoon) de Jack Arnold
- 1954 : Le Chevalier du roi (The Black Shield of Falworth) de Rudolph Maté
- 1954 : Le Nettoyeur (Destry) de George Marshall
- 1955 : Les Rubis du prince birman (Escape to Burma) d'Allan Dwan
- 1955 : Francis dans la marine (Francis in the Navy) d'Arthur Lubin
- 1955 : La Danseuse et le Milliardaire (Ain't Misbehavin') d'Edward Buzzell
- 1955 : L'Homme qui n'a pas d'étoile (Man Without a Star) de King Vidor
- 1955 : Le Grand Chef (Chief Crazy Horse) de George Sherman
- 1955 : Les Survivants de l'infini (This Island Earth) de Joseph M. Newman et Jack Arnold
- 1956 : Les Piliers du ciel (Pillars of the Sky) de George Marshall
- 1956 : 24 Heures de terreur (A Day of Fury) d'Harmon Jones
- 1956 : Coup de fouet en retour (Blacklash) de John Sturges
- 1956 : Faux-monnayeurs (Outside the Law) de Jack Arnold
- 1957 : The Night Runner d'Abner Biberman
- 1962 : L'Homme de Bornéo (The Spiral Road) de Robert Mulligan
- 1962 : Un soupçon de vison (That Touch of Mink) de Delbert Mann
- 1962 : Du silence et des ombres (To Kill a Mockingbird) de Robert Mulligan
- 1963 : Le Vilain Américain (The Ugly American) de George Englund
- 1963 : Le Combat du capitaine Newman (Captain Newman, M.D.) de David Miller
- 1964 : L'Île des dauphins bleus (Island of the Blue Dolphins) de James B. Clark)
- 1965 : Les Prairies de l'honneur (Shenandoah) d'Andrew V. McLaglen
- 1966 : Texas, nous voilà (Texas Across the River) de Michael Gordon
- 1966 : Rancho Bravo (The Rare Breed) d'Andrew V. McLaglen
- 1966 : L'Homme de la Sierra (The Appaloosa) de Sidney J. Furie
- 1967 : Violence à Jericho (Rough Night in Jericho) d'Arnold Laven
- 1969 : Un raton nommé Rascal (Rascal) de Norman Tokar